# Силе (Тревизо)
Силе је насеље у Италији у округу Тревизо, региону Венето.
Према процени из 2011. у насељу је живело 46 становника. Насеље се налази на надморској висини од 76 м.